# 포드 D시리즈

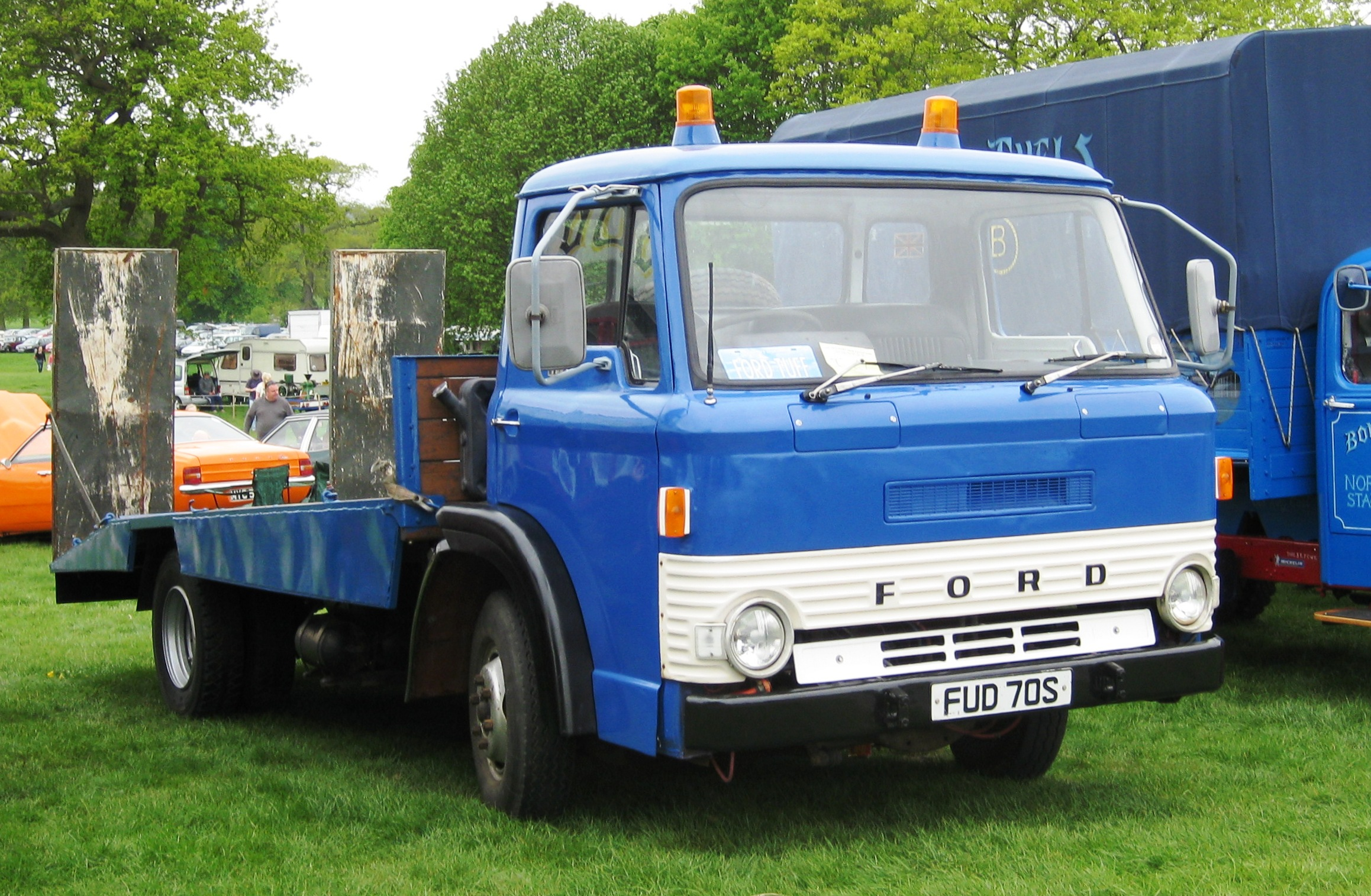

 포드 D 시리즈는 현대자동차가 포드 영국법인의 제휴로 제작한 현대자동차 최초의 대형 트럭으로, 1968년부터 1973년까지만 생산되었다.

## 역사
1965년에 범위는 총 중량이 5.2~12.75 영국 톤인 경식 트럭과 10.8~12.75 톤의 티퍼를 포함했다. 트윈 리어 액슬을 특징으로 하는 버전의 후속 도입으로 더 높은 총 중량을 사용할 수 있게 되었으며 연결식 모델도 범위에 빠르게 추가되었다.
실린더 용량이 각각 3.97리터, 5.42리터, 5.95리터인 3개의 새로운 디젤 엔진이 트럭용으로 개발되었다. 가장 작은 단위는 4기통이었고 더 큰 엔진은 6기통을 사용했다. 청구된 출력 범위는 82.5bhp에서 128bhp까지이다. 아마도 유럽 이외의 수출 시장을 염두에 두고 129bhp 및 149bhp의 출력을 가진 가솔린 엔진 버전도 제공되었다.
베드포드 TK(Bedford TK)와 당시 미국에서 제작된 다양한 대형 트럭에서와 마찬가지로 캐빈은 엔진 위에 위치한 전면이 평평한 전방 제어 장치였다. 엔진 접근은 전체 운전실을 앞으로 기울여서 달성했다. 해설자들에 따르면 앞쪽의 경첩은 토션 바 카운터밸런싱 시스템을 사용하여 "거의 한 손으로" 엔진에 접근하기 위해 운전실을 기울였다. 엔진은 수직에서 45도 각도로 설치되어 운전실 자체가 과도하게 높아지지 않고 운전실 내부가 거의 평평한 바닥을 특징으로 할 수 있도록 했다.
1967년 4월에는 총 중량 28톤까지 작동할 수 있도록 설계된 Phase II D1000 시리즈의 출시와 함께 범위가 위쪽으로 확장되었으며 당시 Ford of Britain이 생산한 트럭 중 가장 큰 트럭이었다. D1000은 배기량이 7.7리터인 커민스(Cummins)에서 생산한 V8 디젤 엔진으로 구동되었다.
1978년식에는 운전실의 프런트 엔드가 개조되었으며, 사각형 헤드램프와 검은색 플라스틱 루버 "Aeroflow" 그릴이 있는 유럽 승용차 범위의 포드가 채택한 새로운 기업 코를 얻었다. 같은 시기에 안면 성형된 트랜짓(Transit)에도 동일한 변경 사항이 채택되었다.
1981년 유럽 시장에서는 포드 카고(Ford Cargo)로, 오스트랄라시아에서는 포드 N 시리즈(배지 엔지니어링 히노 레인저)로 대체되었다.
- 현대자동차는 1969년부터 1972년까지 라이센스를 받아 D-750 및 D-800 모델을 생산했다.
- 현대에서 제조한 최초의 상용차였다. 현대 바이슨이 그 뒤를 이었다.